# Campeonato Europeu de Hóquei em Patins Masculino de 1996
O Campeonato Europeu de 1996 foi a 42.ª edição do Campeonato Europeu de Hóquei em Patins.

## Participantes
| País       | Participação | Melhor Resultado |
| Portugal   | 37.ª         | Campeão (1947, 1948, 1949, 1950, 1952, 1956, 1959, 1961, 1963, 1965, 1967, 1971, 1973, 1975, 1977, 1987, 1992 e 1994) |
| Espanha    | 30.ª         | Campeão (1951, 1954, 1955, 1957, 1969, 1979, 1981, 1983 e 1985)                                                       |
| Itália     | 40.ª         | Campeão (1953 e 1990)                                                                                                 |
| Suíça      | 42.ª         | 2.º Lugar (1937) |
| França     | 41.ª         | 2.º Lugar (1926, 1927, 1928, 1930 e 1931)                                                                             |
| Alemanha   | 38.ª         | 2.º Lugar (1932 e 1934)                                                                                               |
| Bélgica    | 38.ª         | 2.º Lugar (1947) |
| Inglaterra | 42.ª         | Campeão (1926, 1927, 1928, 1929, 1930, 1931, 1932, 1934, 1936, 1937, 1938 e 1939)                                     |
| Áustria    | 2.ª          | 11.º Lugar (1994) |
| ---------- | ------------ | --- |

## Resultados
|            | Portugal | Itália | Espanha | Suíça | França | Alemanha | Bélgica | Inglaterra | Áustria |
| ---------- | -------- | ------ | ------- | ----- | ------ | -------- | ------- | ---------- | ------- |
| Portugal   |          | 5-2    | 5-2     | 7-1   | 5-0    | 6-2      | 22-0    | 15-2       | 23-2    |
| Itália     |          |        | 4-0     | 3-1   | 11-1   | 12-2     | 34-0    | 18-1       | 18-0    |
| Espanha    |          |        |         | 9-1   | 6-1    | 7-1      | 22-1    | 17-0       | 10-0    |
| Suíça      |          |        |         |       | 3-2    | 3-1      | 3-0     | 5-0        | 11-3    |
| França     |          |        |         |       |        | 3-2      | 8-0     | 6-0        | 12-1    |
| Alemanha   |          |        |         |       |        |          | 7-2     | 5-3        | 5-2     |
| Bélgica    |          |        |         |       |        |          |         | 4-1        | 9-5     |
| Inglaterra |          |        |         |       |        |          |         |            | 3-0     |
| Áustria    |          |        |         |       |        |          |         |            |         |

## Classificação final
| Lugar | Seleção    | J | V | E | D | P  | GM  | GS  | Dif. |
| ----- | ---------- | - | - | - | - | -- | --- | --- | ---- |
|       | Portugal   | 8 | 8 | 0 | 0 | 16 | 88  | 11  | +77  |
|       | Itália     | 8 | 7 | 0 | 1 | 14 | 102 | 10  | +92  |
|       | Espanha    | 8 | 6 | 0 | 2 | 12 | 73  | 13  | +60  |
| 4     | Suíça      | 8 | 5 | 0 | 3 | 10 | 28  | 25  | +3   |
| 5     | França     | 8 | 4 | 0 | 4 | 8  | 33  | 28  | +5   |
| 6     | Alemanha   | 8 | 3 | 0 | 5 | 6  | 25  | 38  | -13  |
| 7     | Bélgica    | 8 | 2 | 0 | 6 | 4  | 16  | 102 | -86  |
| 8     | Inglaterra | 8 | 1 | 0 | 7 | 2  | 10  | 70  | -60  |
| 9     | Áustria    | 8 | 0 | 0 | 8 | 0  | 13  | 91  | -78  |

| Campeões Europeus 1996 |
| ---------------------- |
| Portugal               |
| PORTUGAL 19.º Título   |